# 10760 Одзекі
10760 Одзекі (10760 Ozeki) — астероїд головного поясу, відкритий 15 жовтня 1990 року.
Тіссеранів параметр щодо Юпітера — 3,646.
Названо на честь Одзекі (яп. おぜき(小関) одзекі)